# Ribeirão dos Toledos
O ribeirão dos Toledos é um curso de água localizado majoritariamente na cidade de Santa Bárbara d'Oeste, São Paulo, Brasil. Considerando seu volume hídrico, constata-se que este rio consiste em um dos principais afluentes do Rio Piracicaba.
Por cruzar parte da área urbana de Santa Bárbara d'Oeste, esse rio recebe águas oriundas do sistema de drenagem urbana e sofre transbordamentos durante as chuvas mais intensas, o que provoca transtornos a população local.

## Etimologia
O nome ribeirão dos Toledos deriva do fato de que no século XIX a família Toledo, detentora de grandes extensões de terras na região, utilizava este rio para abastecer instalações que possuiam em suas margens, na localidade onde atualmente se assenta a área central da cidade de Santa Bárbara d'Oeste.
Em decorrência da importância deste ribeirão nas atividades desenvolvidas no início da colonização de sua região, a atual cidade de Santa Bárbara d'Oeste foi conhecida no início do século XIX como "Santa Bárbara dos Toledos" 

## Geografia
A bacia hidrográfica que tem o ribeirão dos Toledos como canal principal, mede 278 Km², sendo formada por 275 riachos que juntos somam uma extensão de 85 450 metros, abrangendo partes dos territórios dos seguintes municípios paulistas: Capivari, Monte Mor, Sumaré e Santa Bárbara d'Oeste. O seu canal principal corre predominantemente no sentido noroeste e deságua no rio Piracicaba, na cidade de Santa Bárbara d’Oeste. A bacia hidrográfica em questão situa-se sobre o aquífero Tubarão e registra pluviometria média de 1.400 milímetros anuais.
A agricultura açucareira é praticada de modo intensivo nesta bacia, abrangendo inclusive áreas de solos frágeis e marginais aos cursos d'água, favorecendo a formação de erosão laminar, ravinas e voçorocas, dando origem a diversos problemas ambientais relacionados ao assoreamento de seus canais fluviais, aumentando o risco de ocorrência de inundações.
O fluxo hídrico do ribeirão dos Toledos apresenta significativa flutuação de vazão, sendo que seu canal principal comumente apresenta variações médias em torno de 4 vezes em relação ao seu volume usual. 

### Afluentes
Os principais afluentes do ribeirão dos Toledos consistem nos seguintes cursos d'água: ribeirão Galvão, ribeirão São Luiz, córrego do Moinho e córrego da Posse na área rural de Santa Bárbara d'Oeste; já na área urbana deste mesmo município, o ribeirão tem seu volume ampliado por receber as águas oriundas dos córregos de Cillos, do Araçariguama e Mollon . 
Outros tributários que contribuem com significativos volumes hídricos consistem nos seguintes corpos hídricos: córrego Suzigan, córrego Socegã, córrego Barrocão, córrego Mollon, córrego Ponte Funda, córrego Giovanetti, córrego da Balsa, córrego Santa Bárbara, córrego do Dioguinho, córrego Sampaio, córrego Quebra Dente, córrego Olhos D’água, córrego do Romeiro, córrego Toledinhos, ribeirão dos Bois e lago dos Ipês .

### Represas
As três principais represas do município de Santa Bárbara d'Oeste (represa da Areia Branca, represa São Luís e represa de Cillo) estão na bacia hidrográfica do ribeirão dos Toledos. .
- A represa Areia Branca foi inaugurada em janeiro de 1997, sendo a maior represa deste sistema hidrológico. Tem uma área superficial de 1 808 264 m² e volume hídrico armazenado de 3 500 000 m³. A soma do perímetro de suas margens ultrapassa 20 quilômetros de extensão[7][8].
- A represa São Luiz possui área superficial de 777.989 m² e volume hídrico armazenado de 2 040 000 m³. As suas margens totalizam 12 quilômetros de comprimento[7][8].
- A represa de Cillo é a mais antiga das três e foi originalmente construída para abastecer uma usina açucareira do município, mas atualmente pertence ao sistema municipal de abastecimento de água da cidade de Santa Bárbara d'Oeste. Possui área superficial de 649.608 m² e volume hídrico armazenado de 1.167.401 m³[7][8].

Por estarem totalmente localizadas a montante da área urbana de Santa Bárbara d'Oeste, as águas armazenadas nessas represas apresentam baixos níveis de contaminantes e poluentes, propiciando que o município forneça água de boa qualidade a sua população.

## Inundações
A ocorrência de inundações no ribeirão dos Toledos em Santa Bárbara d'Oeste é um fenômeno prevalente, que vem de longa data, tendo sido registradas ocorrências desde o final da década de 1950. Tais transbordamentos certamente são incrementados pela urbanização acelerada que o município passou nos últimos anos
Inundações de grandes proporções ocorreram neste rio nos anos de 1953, 1983, 1994, 1997, 1998, 2010, 2011, 2012 e 2016. Inundações menores, mas potencialmente danosas são registradas de forma mais recorrente, com frequencia praticamente anual.
Os locais com maior probabilidade de inundações e alagamentos próximos aos canais da bacia do ribeirão dos Toledos estão registrados em um
mapeamento elaborado pela Prefeitura Municipal de Santa Bárbara d'Oeste. No total são vinte e um locais demarcados com risco de inundações, sendo que dez pontos são considerados mais críticos por estarem em áreas mais densamente povoadas.
As localidades mais frequentemente afetadas pelos transbordamentos do ribeirão dos Toledos encontram se na área urbana do município de Santa Bárbara d'Oeste, sobretudo em setores dos bairros do Icaraí, Vila Sartori e Jardim Conceição. Tais ocorrências estão relacionadas a presença de construções em áreas de várzea e a intervenções executadas no curso natural do canal do ribeirão, alterando a dinâmica natural de escoamento de suas águas.
O ribeirão dos Toledos conta com uma estação de monitoramento do nível de suas águas, mantido pelo Cemaden, com dados disponíveis para acesso público. 

## Problemas Ambientais
Por cruzar área densamente urbanizada do município de Santa Bárbara d'Oeste, o ribeirão dos Toledos apresenta diversas tipologias de problemas ambientais, muitos deles relacionados à ausência de matas ciliares em suas margens. Este ribeirão, assim como toda sua bacia hidrográfica, apresenta diversos pontos de assoreamento, tendo poucos resquícios de matas ciliares conservadas. Tal aspecto está relacionado à intensa presença de plantações de cana-de-açúcar nas proximidades de seus canais. 
Em alguns pontos observa-se intensa presença de matéria orgânica, o que causa a eutrofização das águas em certos trechos do canal, sobretudo nas proximidades de algumas lagoas. Embora a cidade de Santa Bárbara d'Oeste trate grande parte de seus esgotos, o ribeirão dos Toledos e seus tributários apresentam problemas relacionados à poluição decorrente do despejo de descargas de origem domésticas e industriais. 
Como a captação de água para o município de Santa Bárbara d'Oeste é realizada à montante da área urbana, praticamente não há poluentes de origem doméstica e industrial nesses pontos. O problema com tais poluentes se restringe ao setor posterior à passagem do ribeirão pela área urbana, onde recebe grandes quantidades de matéria orgânica derivada do sistema de esgoto e poluição difusa decorrente dos sistemas de drenagem de águas pluviais do município.

### População de peixes
A poluição das águas do ribeirão dos Toledos, sobretudo à jusante de seu setor mais urbanizado, onde observa-se localidades com problemas de eutrofização ao longo do seu percurso, faz com que haja redução no número de peixes que deveriam habitar esse afluente do rio Piracicaba. Estudos indicam que as espécies piscícolas particularmente mais afetadas são as seguintes: Cadela, Lambari, Caborja, Mandi-guassú, Saguiru-Curto, Saguiru-comprido, Traíra, Cascudo-preto, Piapara, Canivete,  Curimbata, Dourado e Pirambeba. 